# Memento (protocol)
Memento és un protocol de comunicació per a accedir als recursos web arxivats mitjançant la seua URI. Al protocol HTTP li suma una dimensió temporal podent fer que el client faci una petició demanant una versió d'una data concreta o aproximada del recurs web (pàgines web, bases de dades en línia i altres recursos en línia).
La utilitat del protocol és per a cercar dins els arxius de webs aportant una interfície de programació d'aplicacions.
Aquest protocol està desenvolupat per un equip d'informàtics de la Los Alamos Research Library (Nou Mèxic) i la Universitat d'Old Dominion (Virgínia), finançats pel National Digital Information Infrastructure and Preservation Program. El projecte Memento pretén que el protocol formi part dels navegadors web. Per a aquest objectiu han creat un connector per a Firefox.
DBPedia utilitza aquest protocol.
El 2010 el projecte darrere del protocol va guanyar el premi per la Preservació Digital.

## Funcionament (des del punt de vista de l'usuari)
L'usuari introdueix en Memento la URI del lloc web i Memento cerca els arxius web de tot Internet. Les còpies de les versions antigues dels recursos web són anomenats "Mementos".
S'han creat agregadors que implementen el protocol: MemGator (codi obert, multiplataforma i versió independent), Memento Server i Memento Java Client Library. També hi ha serveis centralitzats que l'apliquen com Time Travel portal (de LANL) i ODU Memento Aggregator.